# Азовская улица (Киев)
Азовская улица (укр. Азовська вулиця) — улица в Соломенском районе города Киева, местности Александровская слободка, Проневщина.
Пролегает от Кишинёвской улицы до улицы Бориса Гарина.

## История
Улица возникла в начале 1950-х годов под названием 477-я Новая. Современное название — с 1953 года.

## Особенности
Улица имеет форму буквы «Г».